# Courtney Gains

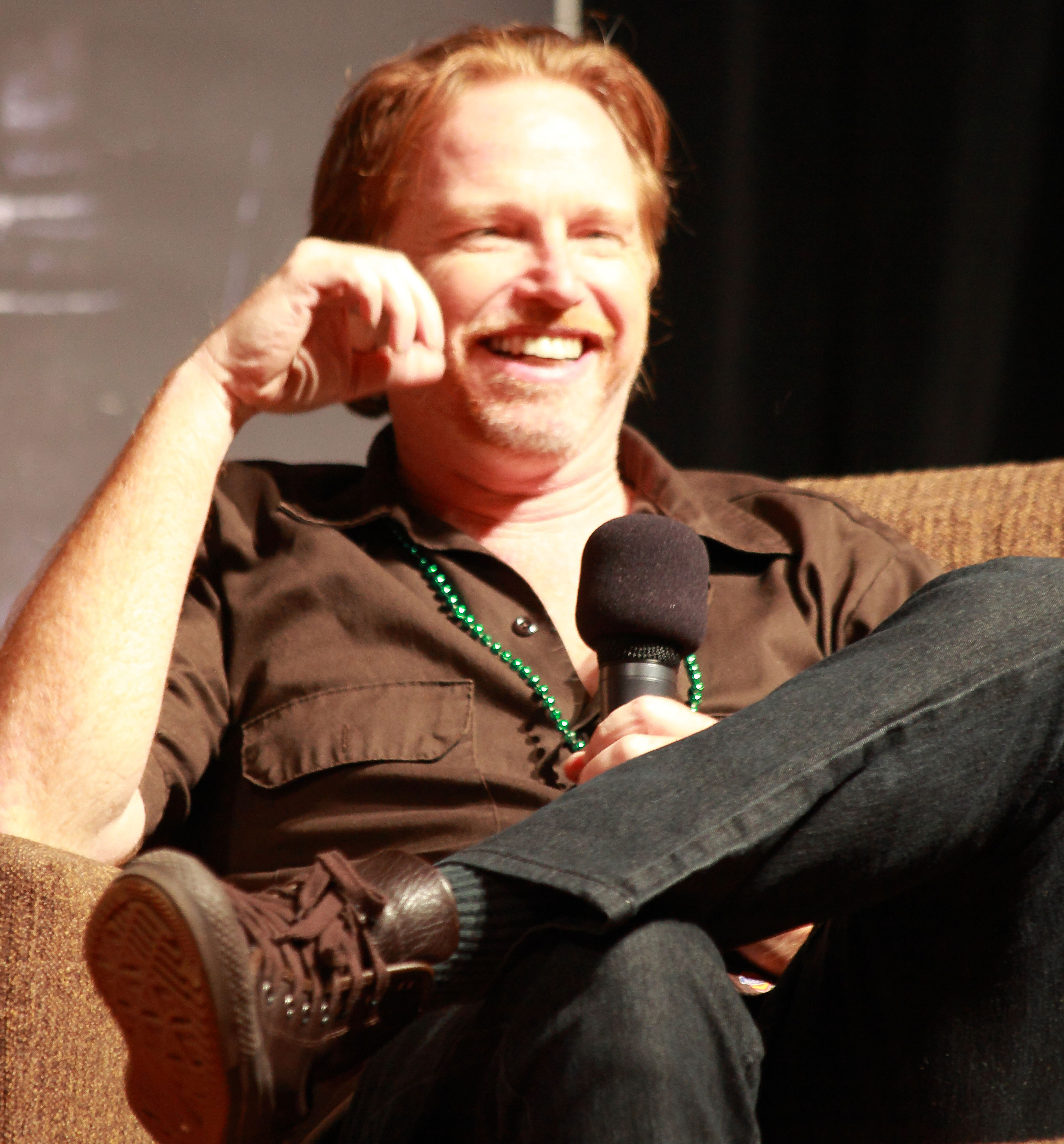
Courtney Gains (2014)

Courtney Gains (* 22. August 1965) ist ein US-amerikanischer Schauspieler.

## Leben
Courtney Gains war hauptsächlich in den 1980er Jahren in einer Reihe von Filmen erfolgreich. Dazu gehören Filme wie Kinder des Zorns (1984), Hardbodies (1984), Lust in the Dust (1985), Zurück in die Zukunft (1985), Can’t Buy Me Love (1987), Colors – Farben der Gewalt (1988), Meine teuflischen Nachbarn (1989), Memphis Belle (1990) und Killer Kobra (1998). Seine jüngsten Auftritte hatte er in Sweet Home Alabama (2002), College Animals (2003, als Executive-Producer) und Desolation Canyon (2006) sowie einen Cameo-Auftritt in Rob Zombies Remake des Klassikers Halloween.
Neben seiner Arbeit als Kino-Darsteller hatte Gains Gastauftritte in verschiedenen nennenswerten Fernsehserien wie Seinfeld, In der Hitze der Nacht, Geschichten aus der Gruft, Emergency Room – Die Notaufnahme, JAG – Im Auftrag der Ehre, Pacific Blue – Die Strandpolizei, Nash Bridges, Diagnose: Mord, Charmed – Zauberhafte Hexen, Alias – Die Agentin, My Name Is Earl, Criminal Minds und The Guardian – Retter mit Herz.
Gains arbeitete außerdem als Schauspiellehrer und Musiker; er trat einmal live auf zusammen mit Pish und hat bereits ein Solo-Album veröffentlicht.

## Filmografie (Auswahl)
- 1984: Kinder des Zorns (Children of the Corn)
- 1984: Hardbodies
- 1985: Geier, Geld und goldene Eier (Lust in the Dust)
- 1985: Crazy Love – Liebe schwarz auf weiß (Secret Admirer)
- 1985: Zurück in die Zukunft (Back to the Future)
- 1986: Ratboy
- 1987: Winners Take All
- 1987: Can’t Buy Me Love
- 1988: Colors – Farben der Gewalt (Colors)
- 1989: Meine teuflischen Nachbarn (The ’Burbs)
- 1990: Memphis Belle
- 1997: Behind Enemy Lines
- 1998: Shadow of Doubt – Schatten eines Zweifels (Shadow of Doubt)
- 1998: No Code of Conduct
- 2002: Sweet Home Alabama – Liebe auf Umwegen (Sweet Home Alabama)
- 2003: College Animals (National Lampoon Presents Dorm Daze)
- 2006: The Phobic
- 2007: Halloween
- 2010: The Quiet Ones
- 2010: Faster
- 2011: Mimesis: Night of the Living Dead
- 2014: Field of Lost Shoes
- 2015: The Funhouse Massacre
- 2016: The Bronx Bull
- 2018: Camp Cold Brook
- 2018: Hell’s Kitty
- 2019: Candy Corn
- 2021: Charming the Hearts of Men
- 2022: Hellblazers
- 2023: Becky 2